# Размашкина, Инесса Ивановна
Инесса Ивановна Размашкина (укр. Інеса Іванівна Размашкіна; род. 20 августа 1939 года) — советский и украинский редактор.
Окончила Всесоюзный государственный институт кинематографии (1963). 
С 1964 года — редактор Киевской киностудии имени А. Довженко.
Вела фильмы: «Улица тринадцати тополей» (1969), «Умеете ли вы жить?» (1970), «Весёлые приключения Тарапуньки и Штепселя» (1971), «Бумбараш» (1971, т/ф, 2 с), «Эффект Ромашкина» (1973, т/ф), «Как закалялась сталь» (1973, т/ф, 6 а), «Волны Чёрного моря» (1975, т/ф, 8 с), «Место спринтера вакантно» (1976), «Незримая работа» (1979), «Тяжёлая вода» (1979), «Миллионы Ферфакса», «Женщины шутят всерьёз» (1980), «Грачи» (1982), «Утро вечера мудренее», «Яблоко на ладони» (1981), «Счастье Никифора Бубнова» (1983), «Парижская драма» (1983), «Обвиняется свадьба», «Храни меня, мой талисман» (1986), «Приближение к будущему» (1986), «Яма» (1990), «Снайпер» (1991, 2 с), «Приятель покойника» (1997), «Иван Миколайчук. Посвящение» (1998), «Тайна Чингисхана» (2002) и другие. 
Автор статей по вопросам киноискусства на страницах журналов и газет.
Член Национального союза кинематографистов Украины.